# 道の駅瀞峡街道 熊野川

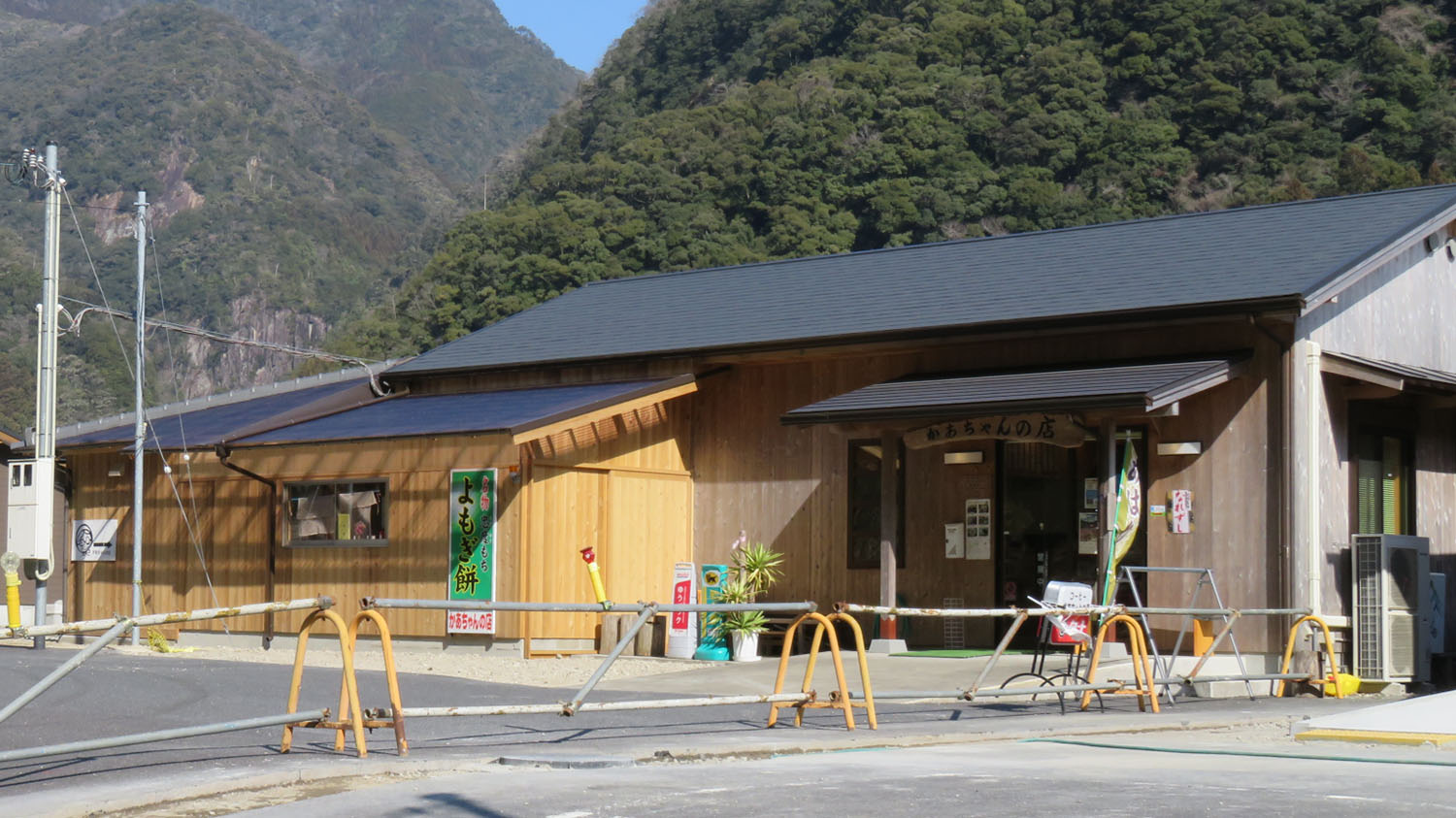
営業再開した、軽食・野菜販売の「かあちゃんの店」
（2018年2月撮影）

道の駅瀞峡街道 熊野川（みちのえき どろきょうかいどう くまのがわ）は、和歌山県新宮市熊野川町田長にある国道168号の道の駅である。
平成23年台風第12号で被災・流失し、木工品の販売所など一部施設の復旧の目処は立っていない。しかしながら、かあちゃんの店が再オープンしてから、飲食店、弁当屋など複数の飲食店が次々と開業しており、賑わいを取り戻している。

## 施設
- 駐車場
  - 普通車：43台
  - 大型車：2台
  - 身障者用駐車場：2台
- トイレ（復旧前）
  - 男：大・小10
  - 女：7
  - 身障者用：1
- 公衆電話（使用不可）
- 休憩コーナー
- 情報コーナー
- 売店
  - 木工品販売所（現在休止中）
  - 軽食・野菜販売「かあちゃんの店」

### 管理団体
- 新宮市、熊野川町森林組合

## 休館日
- 年中無休

## 平成23年台風12号の被災
2011年（平成23年）9月4日の台風12号により、道の駅の施設を含む一帯が氾濫した熊野川に飲み込まれ流失した。
2012年（平成24年）1月23日現在では、跡地は植込みなどが管理され、駐車場は使用可能になっているが、道の駅の建物跡は更地のままで、トイレの建物も損壊したままで使用できない。なお、台風12号の犠牲者の慰霊碑が建てられ、道路を挟んだ向かい側に5台の自動販売機があり、飲料やアイスクリームを購入でき、休憩はできる。夜間も周囲に街灯は無いものの自動販売機の明かりがあり、ある程度の明るさがある。8月15日現在では、仮設トイレ（男子：小1大1・女子：2）が設置されていた。
2013年（平成25年）3月に、常設トイレが再整備されている。

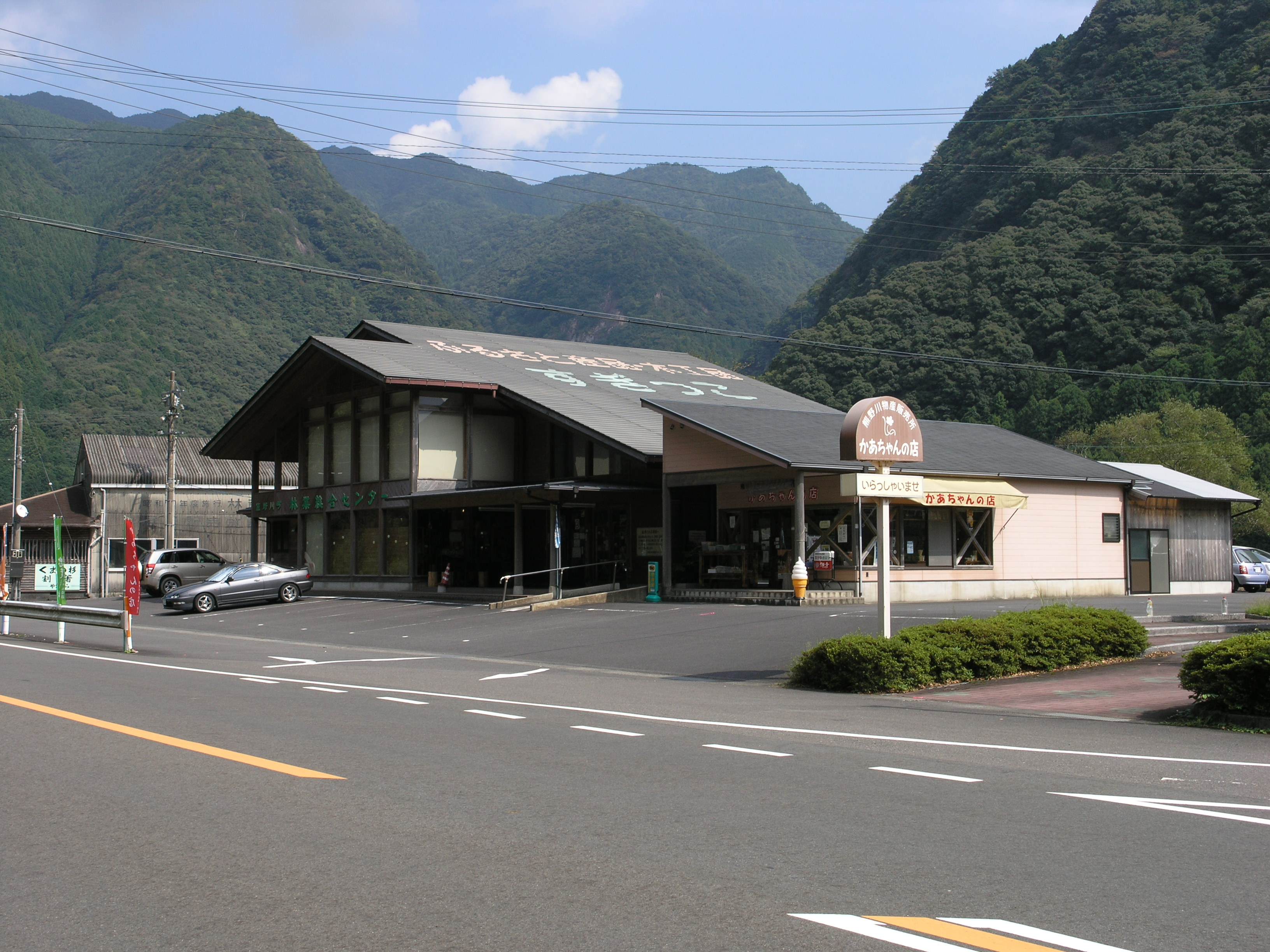
被災前の施設
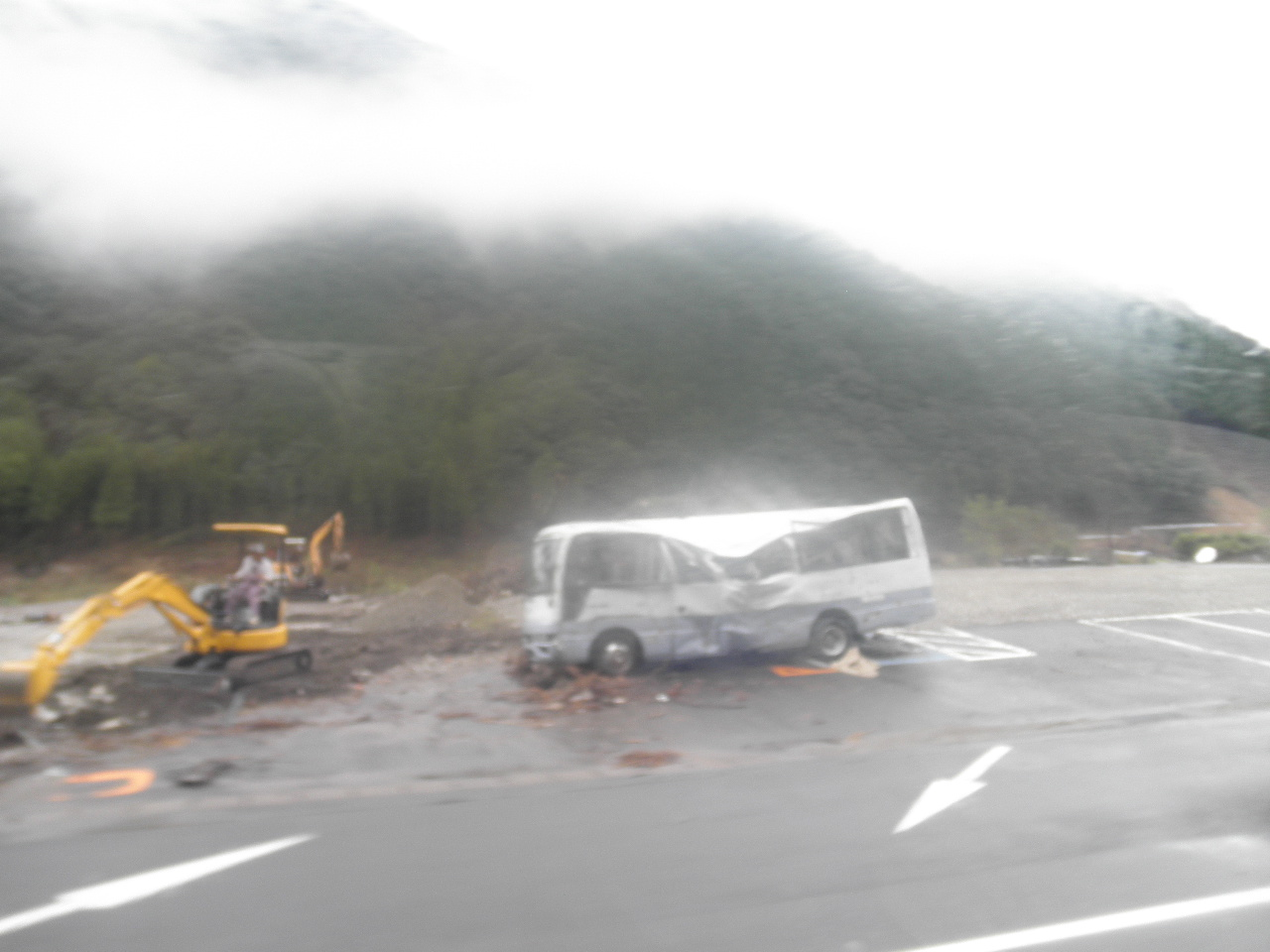
平成23年台風第12号で被災し、全壊した。 2011年10月22日撮影

## アクセス
- 国道168号 - 登録路線
  - 和歌山県道44号那智勝浦熊野川線

## 周辺
- 熊野川
- 瀞峡
- 熊野川温泉
- 鼻白の滝